# Йорг Бон
Йорг Бон (на немски: Jörg Bong) е германски издател, литературен критик, редактор, преводач и писател, автор на бестселъри в жанра криминален роман. Пише под псевдонима Жан-Люк Баналек (на френски: Jean-Luc Bannalec).

## Биография и творчество
Роден е през 1966 г. в Бон, Западна Германия. Завършва немска литература, философия, история и психоанализа в университетите в Бон и Франкфурт. Получава докторска степен в университета на Франкфурт за дисертация на тема „Въображение и естетически проблеми между края на Просвещението и Началото на романтизма в работата на Лудвиг Тик“.
След дипломирането си работи като преводач. В периода 1992-1996 г. ръководи поредицата семинари за поезия във Франкфурт, а в периода 1995-1996 г. работи по учебник за следдипломно обучение и медийна практика в университета на Франкфурт. През 1996 г. е на свободна практика като критик на съвременната немска литература. От 1997 г. работи към издателство „S. Fischer“, като от 2002 г. е член на управителния съвет, а от 2014 г. е управител и председател на Управителния съвет.
През 2012 г. е издаден, първоначално на френски, първият му роман „Бретонски афери“ от криминалната поредица „Комисар Дюпен“. Главният герой, пристрастения към кофеина комисар Жорж Дюпен, разследва заплетен криминален случай в разгара на лятото в Понт Авен в Бретан, разкривайки стари местни тайни и отношения. Публикува я под псевдонима Жан-Люк Баналек, като създава измислена самоличност на автора. Книгата става бестселър и има международен успех. Стилът му е сравняван със стила на Дона Леон и Жорж Сименон. Последвана е от следващите продължения „Бретонски прибой“ и „Бретонско злато“. В периода 2014-2017 г. книгите от поредицата са екранизирани от ARD в едноименните филми с участието на Паскуале Алеарди, Аника Блендал и Лудвиг Блохбергер. Поредицата книги и филми стават особено популярни в Германия и запалват много почитатели и туристи да посетят местата в Бретан описани в романите. През 2016 г. получава отличието „патрон на Бретан“ заради популяризирането на областта.
Йорг Бон живее със семейството си във Франкфурт.

## Произведения

### Като Йорг Бон

#### Документалистика
- Die Auflösung der Disharmonien (1993)
- Texttaumel: Poetologische Inversionen von Spätaufklärung und Frühromantik (2000)
- Verwünschungen (2001) – с Оливър Вогел
- Kleines deutsches Wörterbuch (2002) – с Флориан Илияс
- Rituale des Alltags (2002) – със Силвия Бовенщен
- Aber die Erinnerung davon: Materialien zum Werk von Marlene Streeruwitz (2006) – с Оливър Вогел
- Frankfurt (2009)

### Като Жан-Люк Баналек

#### Серия „Комисар Дюпен“ (Kommissar Dupin)
1. Bretonische Verhältnisse – Ein Fall für Kommissar Dupin (2012)
Бретонски афери, изд.: ИК „Ентусиаст“, София (2014), прев. Ваня Пенева
2. Bretonische Brandung – Kommissar Dupins zweiter Fall (2013)
Бретонски прибой, изд.: ИК „Ентусиаст“, София (2015), прев. Ваня Пенева
3. Bretonisches Gold – Kommissar Dupins dritter Fall (2014)
4. Bretonischer Stolz – Kommissar Dupins vierter Fall (2015)
5. Bretonische Flut – Kommissar Dupins fünfter Fall (2016)

към поредицата
- Bretonisches Kochbuch (2016) – готварска книга за любимите кулинарни специалитети на комисар Дюпен

### Екранизации
- 2014 Kommissar Dupin – Bretonische Verhältnisse
- 2014 Kommissar Dupin – Bretonische Brandung
- 2015 Kommissar Dupin – Bretonisches Gold
- 2017 Kommissar Dupin – Bretonischer Stolz
- 2017 Kommissar Dupin – Bretonische Flut